# Lillesjö (Röke socken, Skåne)
Lillesjö är en sjö i Hässleholms kommun i Skåne och ingår i Rönne ås huvudavrinningsområde.